# Velká Británie na Letních olympijských hrách 1980
Velkou Británii na Letních olympijských hrách v roce 1980 v Moskvě reprezentovalo 219 sportovců (149 mužů a 70 žen) ve 14 sportovních odvětvích.

## Medailová umístění
| Medaile | Jméno | Sport     | Disciplína                            |
| ------- | --- | --------- | ------------------------------------- |
| Zlato   | Allan Wells | Atletika  | Muži běh na 100 m                     |
| Zlato   | Steve Ovett | Atletika  | Muži běh na 800 m                     |
| Zlato   | Sebastian Coe | Atletika  | Muži běh na 1 500 m                   |
| Zlato   | Daley Thompson | Atletika  | Muži desetiboj                        |
| Zlato   | Duncan Goodhew | Plavání   | Muži 100 m prsa                       |
| Stříbro | Allan Wells | Atletika  | Muži běh na 200 m                     |
| Stříbro | Sebastian Coe | Atletika  | Muži běh na 800 m                     |
| Stříbro | Neil Adams | Judo      | Muži 71 kg                            |
| Stříbro | Henry Clay Andrew Justice Chris Mahoney Duncan McDougall Malcolm McGowan Colin Moynihan John Pritchard Richard Stanhope Allan Whitwell | Veslování | Muži osmiveslice                      |
| Stříbro | Philip Hubble | Plavání   | Muži 200 m motýlek                    |
| Stříbro | Sharron Davies | Plavání   | Ženy 400 m Individual Medley          |
| Stříbro | June Croft Helen Jameson Margaret Kelly Ann Osgerby                                                                                    | Plavání   | Ženy štafeta 4 × 100 m polohový závod |
| Bronz   | Steve Ovett | Atletika  | Muži běh na 1 500 m                   |
| Bronz   | Gary Oakes | Atletika  | Muži 400 m překážek                   |
| Bronz   | Beverley Goddard-Callender Heather Hunte Sonia Lannaman Kathy Smallwoodová                                                             | Atletika  | Ženy štafeta 4 × 100 m                |
| Bronz   | Donna Hartley Joslyn Hoyte-Smith Linsey MacDonald Michelle Probert                                                                     | Atletika  | Ženy štafeta 4 × 400 m                |
| Bronz   | Anthony Willis | Box       | Muži velterová váha do 63,5 kg        |
| Bronz   | Arthur Mapp | Judo      | Muži bez rozdílu vah                  |
| Bronz   | Malcolm Carmichael Charles Wiggin | Veslování | Muži dvojka bez kormidelníka          |
| Bronz   | John Beattie David Townsend Ian McNuff Martin Cross                                                                                    | Veslování | Muži čtyřka bez kormidelníka          |
| Bronz   | Gary Abraham Duncan Goodhew David Lowe Trevor Smith                                                                                    | Plavání   | Muži štafeta 4 × 100 m polohový závod |